# Epitola bwamba
Epitola bwamba är en fjärilsart som beskrevs av Jackson 1964. Epitola bwamba ingår i släktet Epitola och familjen juvelvingar. Inga underarter finns listade i Catalogue of Life.